# Campeonato Panamericano de Balonmano Femenino de 2000
El VI Campeonato Panamericano de Balonmano Femenino de 2000  se disputó en Aracaju, Brasil entre el 31 de octubre y el 5 de noviembre de 2000 bajo la organización de la Federación Panamericana de Handball El torneo entregó tres plazas para el Campeonato Mundial de balonmano Femenino de Italia 2003

## Grupo único
| Equipo      | PTS | J | G | E | P | GF  | GC  | DG   |
| ----------- | --- | - | - | - | - | --- | --- | ---- |
| Brasil      | 10  | 5 | 5 | 0 | 0 | 210 | 81  | +129 |
| Uruguay     | 6   | 5 | 2 | 2 | 1 | 108 | 118 | -10  |
| Groenlandia | 6   | 5 | 3 | 0 | 2 | 123 | 120 | +3   |
| Argentina   | 5   | 5 | 2 | 1 | 2 | 119 | 117 | +2   |
| México      | 3   | 5 | 1 | 1 | 3 | 110 | 149 | -39  |
| Colombia    | 0   | 5 | 0 | 0 | 5 | 63  | 148 | -85  |

### Resultados
| Fecha      | Hora  | Partido³    | Partido³ | Partido³    | Resultado |
| ---------- | ----- | ----------- | -------- | ----------- | --------- |
| 31.10.2000 | 17:00 | Uruguay     | -        | México      | 21-21     |
| 31.10.2000 | 19:30 | Brasil      | -        | Groenlandia | 42-20     |
| 31.10.2000 | 20:30 | Argentina   | -        | Colombia    | 28-13     |
| 1.11.2000  | 17:00 | Uruguay     | -        | Colombia    | 27-12     |
| 1.11.2000  | 19:00 | Brasil      | -        | México      | 50-19     |
| 1.11.2000  | 21:00 | Groenlandia | -        | Argentina   | 20-17     |
| 2.11.2000  | 17:00 | Argentina   | -        | Uruguay     | 22-22     |
| 2.11.2000  | 19:00 | Brasil      | -        | Colombia    | 38-11     |
| 2.11.2000  | 21:00 | Groenlandia | -        | México      | 27-26     |
| 4.11.2000  | 16:00 | Argentina   | -        | México      | 32-20     |
| 4.11.2000  | 18:00 | Groenlandia | -        | Colombia    | 31-08     |
| 4.11.2000  | 20:00 | Brasil      | -        | Uruguay     | 38-11     |
| 5.11.2000  | 10:30 | México      | -        | Colombia    | 24-19     |
| 5.11.2000  | 12:30 | Uruguay     | -        | Groenlandia | 27-25     |
| 5.11.2000  | 14:30 | Brasil      | -        | Argentina   | 42-20     |

| Brasil           |
| Campeón          |
| Brasil 3° título |

### Clasificación general
| 1. Brasil      |
| 2. Uruguay     |
| 3. Groenlandia |
| 4. Argentina   |
| 5. México      |
| 6. Colombia    |

## Clasificados al Mundial 2001
| Bandera de Brasil | Bandera de Uruguay | Bandera de Groenlandia |
| Brasil            | Uruguay            | Groenlandia            |
| ----------------- | ------------------ | ---------------------- |